# Турания
Тура̀ния (на италиански: Turania) е село и община в Централна Италия, провинция Риети, регион Лацио. Разположено е на 703 m надморска височина. Населението на общината е 236 души (към 2012 г.).